# Directo al Corazón
Directo al Corazón (ook wel uitgegeven onder "Droit au coeur") is een studioalbum van Michel Huygen.
Huygen heeft met dit album, dat de omschrijving draagt Direct naar het hart, een synergie proberen te bereiken tussen de elektronische muziek en romantische muziek. Zelf noemt hij het Cyber-romantic. Opnamen vonden plaats in de Neuronium Geluidsstudio in Barcelona. De stem van Pascal Languirand werd geproduceerd in Montréal. Het album bevat een combinatie van oud en nieuw werk.

## Musici
Michel Huygen speelt alle instrumenten. Pascal Languirand, een Canadese synthesizerbespeler zingt op track 2 en heeft ook de teksten aangeleverd.

## Muziek
| Nr. | Titel                            | Duur |
| --- | -------------------------------- | ---- |
| 1.  | The power of your smile (Huygen) | 3:22 |
| 2.  | Sólo pensando en ti (Huygen)     | 4:26 |
| 3.  | Tenderness (Huygen)              | 3:57 |
| 4.  | You (Huygen)                     | 3:48 |
| 5.  | Spectrum aeris (Huygen)          | 1:40 |
| 6.  | Venezia (Huygen)                 | 3:14 |
| 7.  | Nostalgia (Huygen)               | 2:57 |
| 8.  | Folie d'amour (Huygen)           | 4:56 |
| 9.  | Macrocosmos (Huygen)             | 4:16 |
| 10. | Peace from your eyes (Huygen)    | 4:05 |
| 11. | Deep illness of love (Huygen)    | 6:12 |
| 12. | Dernier message (Huygen)         | 3:34 |
| 13. | Haste siempre (Huygen)           | 3:42 |